# サイフォン

サイフォンの原理のイラスト

サイフォン（サイホン、古希: σίφων、英: siphon）とは、隙間のない管を利用して、出発地点から目的地点まで、途中で出発地点より高い地点を通って液体を導く装置である。このメカニズムをサイフォンの原理と呼ぶ。

## 歴史
紀元前1500年頃の古代エジプトのレリーフには、大きな保存瓶から液体を取り出すのに使われるサイフォンが描かれている。
紀元前6世紀のサモス島のピタゴラスのカップと紀元前3世紀に古代ギリシアの技術者がペルガモンで作ったサイフォンが、ギリシャ人がサイフォンを利用した物理的な根拠となっている。
ヘロンは論文『Pneumatica』の中でサイフォンについて広範囲に渡って書いている。
9世紀にバグダードのバヌー・ムーサー兄弟の出版した『Book of Ingenious Devices』には発明したサイフォンについての記述があり、ドナルド・ヒルの翻訳した版ではそのサイフォンの分析が行われている。
サイフォンは17世紀に真空ポンプとの関連で更に研究された。

## 仕組み
何らかの液体を、高い位置にある出発地点と低い位置にある目的地点を管でつないで流す際、管内が液体で満たされていれば、管の途中に出発地点より高い地点があってもポンプでくみ上げることなく流れ続けるのがサイフォンである。
この仕組みは液体を鎖に模して、鎖が出発地点より高い位置にある滑車を経由してもう一方へと移動するモデルによっても説明される。
管内が液体で満たされているときには管内の静圧について考えると、出発地点における静圧は目的地点における静圧よりも液柱の高さの差分にかかる重量分だけ高くなり、この圧力差を駆動力として液体は目的地点へと流れる。
途中、どれくらい高い地点を通ることができるかは大気圧および液体の蒸気圧と密度による。最高地点において管内の圧力が液体の蒸気圧に近づくと液体はキャビテーションを起こしはじめ、気泡の膨張が重力による圧力差を吸収してしまい、いずれサイフォンは停止する。
1気圧下において液体の密度だけを考えると、水銀ならば約76センチメートル、水ならば約10メートルの出発地点からの高さを通るサイフォンを作ることができるが、実際は溶存気体もあるためにキャビテーションの開始はより早い。水の場合、7メートルから8メートルが実用上の限度とされる。

## 利用例

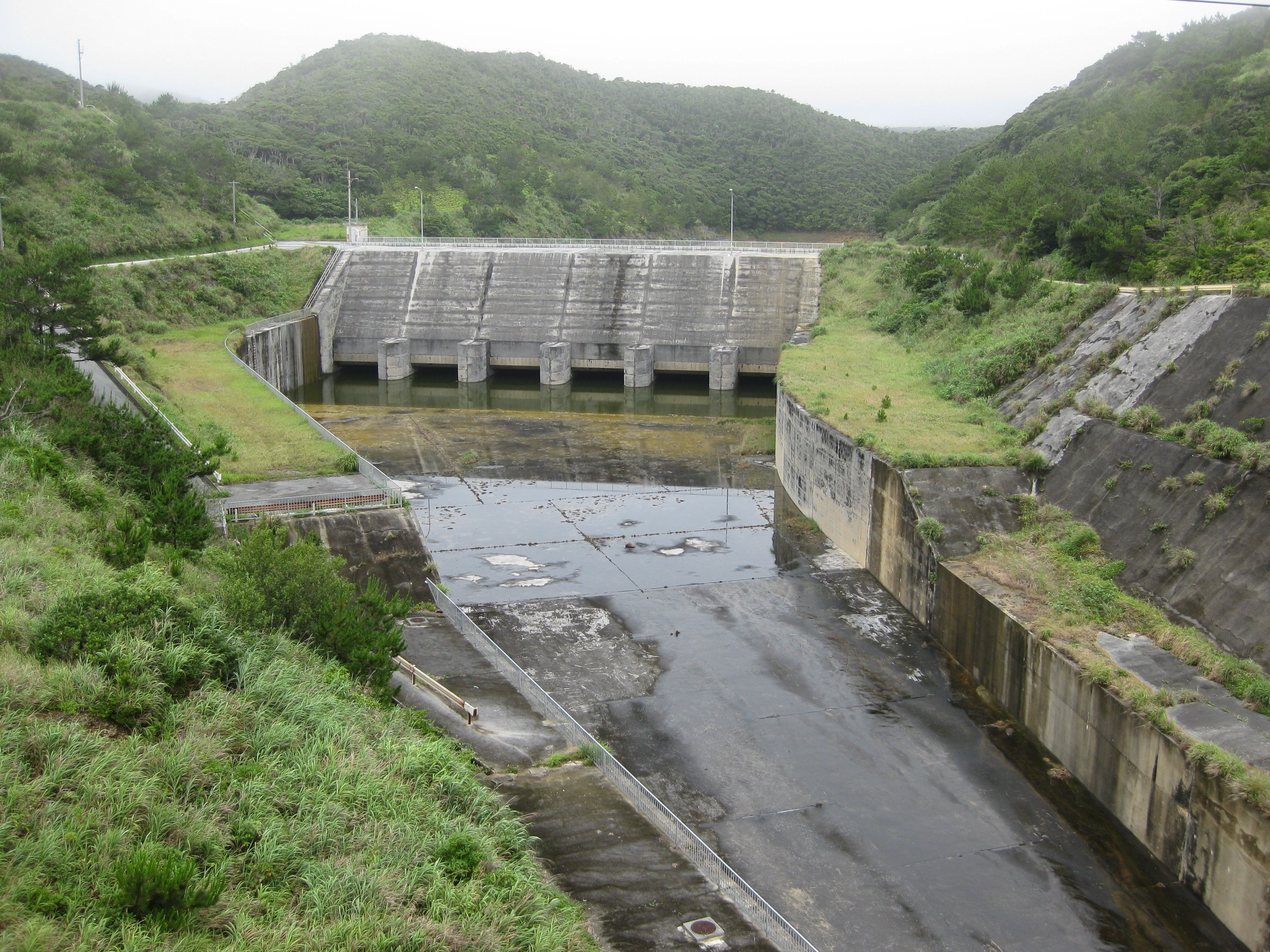
洪水時にダム湖の水を急速放水するためのサイフォン（福地ダム）

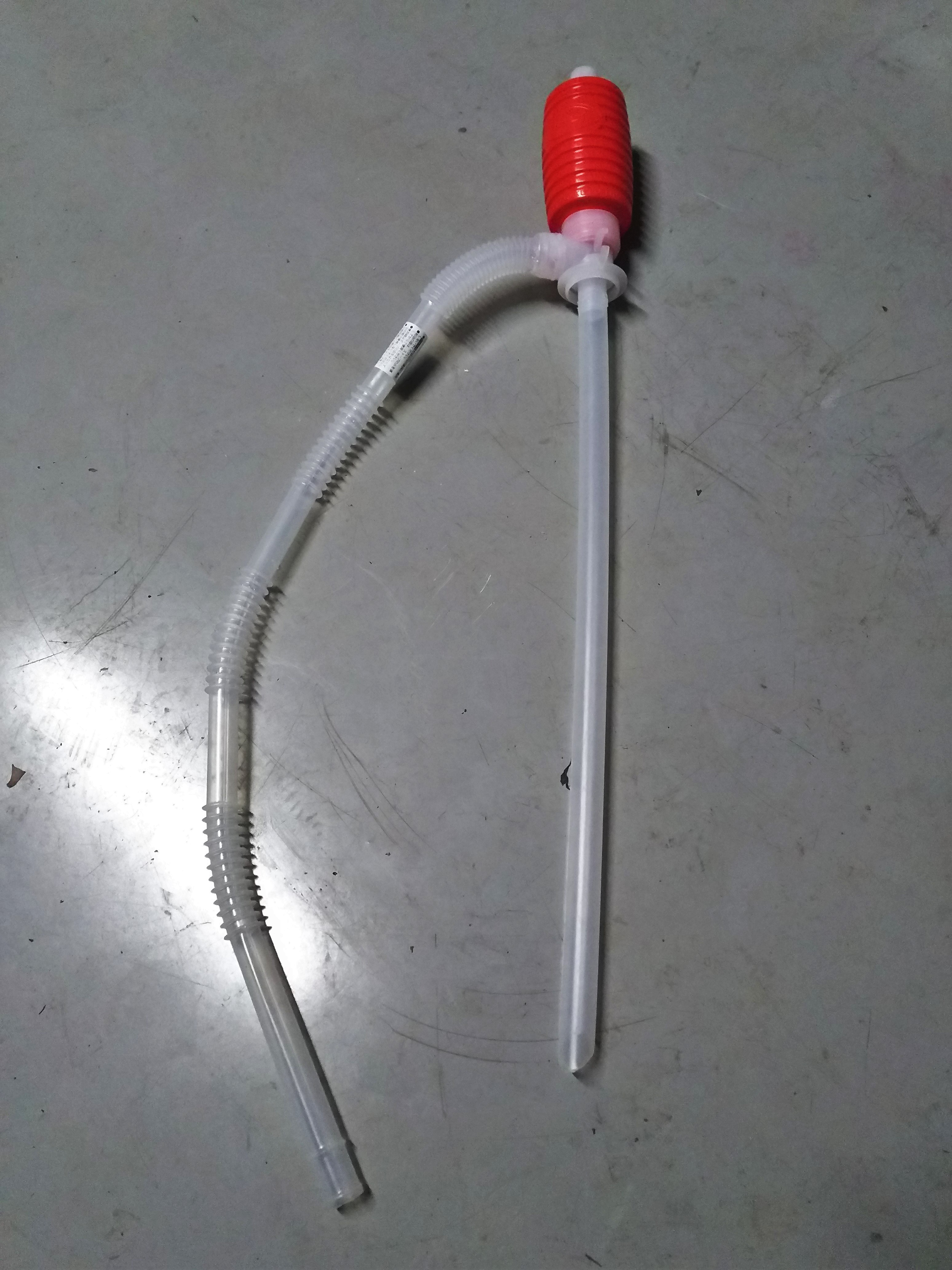
サイフォンの原理を利用した灯油ポンプ

サイフォンを構成する管に特別な細工は必要ないが、管を液体で満たすまでにポンプが必要になる。管の大半に最初から液体が充填されていれば、管の出口を塞ぎ、気密（水密）を保ったまま元の液面より低くすれば、始動にポンプは必要ない。
身近な利用例として灯油ポンプが挙げられる。例えばポリタンクから暖房器具のタンクへ灯油を移すとき、ポリタンクの液面が暖房器具のタンクの液面より高くなる位置に置いて、始めにポンプを数回操作して管を灯油で満たせばサイフォンの原理によって灯油は流れ続ける。
大規模なサイフォンは、局地的な水道設備や工業においても用いられる。このような規模のものでは、取水口と排水口、最高地点とにおいてバルブによる制御が必要になる。この場合、取水口と排水口のバルブを閉め、最高地点から液体を流し込むことでサイフォンを始動させる。取水口と排水口とが水面下にある場合には、最高地点でポンプを動かして始動させることもある。また、取水口と排水口との両方でポンプを動かして始動させる場合もある。大規模なサイフォンにおいては液体中に気体が溶け込んでいたり、気泡が混入したりしていると、液体が管の最高地点に近づいて圧力が低下するとき、混入した気体が気泡となって現れたり、元あった気泡が膨張したりして最高地点に溜まり、流れを分断する場合がある。あるいは、温度が高い場合も液体が蒸発しやすくなり、蒸気が最高地点に溜まると流れが止まる。大規模なサイフォンでは、最高地点では気体を集めて排出する空気室（空気弁）が設けられる。
サイフォンの原理は、歴史的には漏刻（水時計）に使われた。

## 誤った説明
2010年、オーストラリア・クイーンズランド大学の物理学者、スティーブン・ヒューズが辞書など社会で一般に説明されているサイフォンの原理は誤りであると指摘した。サイフォンの原理の説明の多くは大気圧の力によるとされているが、ヒューズは、正しくは重力によると指摘している。ヒューズがこの事に気付くきっかけとなったオックスフォード英語辞典は1911年から大気圧によるものであるとしており、次の版でヒューズの指摘を考慮すると回答している。